# Che m'importa del mondo
Che m'importa del mondo è un brano musicale scritto dal paroliere Franco Migliacci e musica di Luis Bacalov. Uscì come lato A nel 45 giri Che m'importa del mondo/Datemi un martello nel 1963, pubblicato dalla RCA e raggiunse la vetta della classifica della Hit Parade Italiana.
Il brano musicale divenne immediatamente un classico motivo d'amore e, per la sua originalità, fu inserito nella colonna sonora del film "La noia" interpretato da Catherine Spaak. 

## Testo e significato
Il testo del brano musicale esprime un amore profondo e travolgente che, quando il proprio amato è vicino, rende il protagonista indifferente al resto del mondo. Il rapporto trova la realizzazione nella presenza del proprio partner, non si chiede nient'altro dalla vita fino a che saranno insieme. La canzone descrive splendidamente il sentimento di essere consumati dall'amore e di apprezzare ogni momento trascorso con la persona amata.

| Classifica (1964) |
| ----------------- |
| 1                 |

## Altre incisioni
- 1963 nell'album Non è facile avere 18 anni
- 1966 nell'album È nata una stella.[5]